# 普雷里霍姆 (密蘇里州)
普雷里霍姆（英語：Prairie Home）是位於美國密蘇里州庫珀縣的城市。

## 人口
根據2020年美國人口普查的數據，普雷里霍姆的面積為1.00平方千米，皆為陸地。當地共有人口262人，而人口密度為每平方千米262人。